# Windows Me
A Microsoft Windows Me (Millennium Edition) a számítástechnikában a Microsoft Windows operációs rendszer egyik verziója. 2000. június 19-én jelent meg és 2000. szeptember 14-től vált széles körben elérhetővé, mint a Windows 98 SE (Second Edition) utódja.
Ez volt az utolsó operációs rendszer, amely a kifejezetten otthoni felhasználókat megcélzó Windows 9x alapokra épült. Részét képezte az Internet Explorer 5.5, a Windows Media Player 7, és a Windows Movie Maker. Néhány elemet átvettek az előtte megjelent Windows 2000-ből is, mint például a grafikus felület, és az új Windows Intéző. Még mindig DOS-alapú volt, mint elődei, de már csak korlátozott valós idejű MS-DOS hozzáférést biztosított, amivel a betöltési időt csökkentették.
A Windows Me számos kritika tárgya volt, mind a sebessége miatt, mind a stabilitási gondok miatt. Emellett hardveres kompatibilitási problémái is voltak és a valós idejű MS-DOS hozzáférés kivétele is számos nehézség forrása volt. Ezeknek köszönhetően minden idők egyik legrosszabb operációs rendszerének tartják. Számos felhasználó vagy maradt a Windows 98-nál, vagy az üzleti célokra készült Windows 2000-et használta, 2001 novemberében pedig megjelent a Windows XP, amely sokkal stabilabb alapokon biztosította ugyanazoknak a funkcióknak a fejlettebb változatait. A rendszer 2006. július 11-ig volt támogatott.

## Fejlesztése
1998-ban a Microsoft kijelentette, hogy nem folytatják a Windows 9x termékvonalat. Ennek ellenére 1999-ben megjelent a Windows 98 SE, és bejelentettek egy új változatot, aminek kódneve "Millennium" volt. Ekkoriban már fejlesztettek Windows Neptune kódnéven egy operációs rendszert, mely Windows NT-alapú otthoni rendszer lett volna, de a fejlesztést leállították, részben azért, hogy a végül Windows Me néven megjelenő rendszeren dolgozhassanak. A Neptune-on végzett munka jelentős részét átvitték később a Windows XP-be.
Más operációs rendszerekhez képest viszonylag rövid ideig, alig egy évig volt a cég elsődleges terméke.

## Újdonságok
- Új felhasználói felület: a Windows 2000-től örökölt felületben testreszabható menük, az Intéző testreszabható eszköztárai, automatikus kitöltés a címsorban, 16 bites színmélységű ikonok az értesítési területen, név szerinti rendezés lehetősége a menükben és hasonló funkciókkal.
- Gyorsabb bootolás: az autoexec.bat és a config.sys kimarad az indításkor, a himem.sys és a smartdrv.exe pedig az io.sys része lett.
- USB Human Interface eszközök fejlettebb támogatása, akár 5 gombos egeret is támogat a rendszer
- Windows Image Acquisition: rendszerszintű támogatás a képolvasók és digitális kamerák képének átviteléhez
- Fejlettebb energiagazdálkodás, hibernáció, alvó üzemmód
- USB és FireWire támogatás kibővítése
- AC3, WMA, S/PDIF hangszabványok támogatása
- Képfájlok előnézete az Intézőben
- Új programok: Windows Movie Maker, Windows Media Player 7, Windows DVD-lejátszó, beépített új játékok, MSN Messenger
- DirectX 7.1 támogatás
- Továbbfejlesztett hálózati funkciók, UPnP támogatás
- Rendszer-visszaállítás
- Rendszerfájlok védelme
- Windows Update automatikus frissítés
- ZIP fájlok megnyitása, kicsomagolása
- Újfajta Súgó
- Képernyő-billentyűzet, amin az egér segítségével lehet "gépelni"
- Valós idejű DOS hozzáférés korlátozása
- Néhány funkciót, melyek a Windows 98-ban jelen voltak, de üzleti célú felhasználást feltételeztek, kivettek, pl. Aktív könyvtár, rendszerházirend, Personal Web Server, ASP, Microsoft Fax, DriveSpace, QuickView